# رود سودوگدا
رود سودوگدا (انگلیسی: Sudogda) یک رودخانه در استان ولادیمیر کشور روسیه است..